# Schule bei den Schotten
Die Schule bei den Schotten war eine mittelalterliche Klosterschule im Wiener Schottenkloster, die seit dem 14. Jahrhundert bestand. 

## Anfänge
Die erste Erwähnung von Schülern im Schottenkloster stammt aus dem Jahr 1310. In einer Urkunde vom 5. Februar 1310 stiften Chvnrat der Hubmeister in Österreich und seine Hausfrau Geysel einen Jahrtag im Schottenkloster, an dem nach ihrem Tod für sie die Seelenmesse und die langen Vigilien gehalten werden sollen. Sie sollen „gesungen werden von den priestern vnd von den schulern nach alter gewonhait [...] Man schol auch den schulern in der vigili einen Emmer weins geben von dem chloster.“  
Chunrat der Hubmeister, Sohn des oben genannten Chvnrat, stiftete am 7. Juni 1330 einen Jahrtag: „[...] vnd schol daz geschehen  mit selmessen, mit langen vigilien, di dezselben tages von den herren mitsampt den Schulern nach alter gwonhait suln gesungen werden in aller der mazz, als iz meinem vater vnd meiner můter, den paiden got gnad, in irm geschaeftprief emaln auch verschriben ist, vnd schol auch der apt dezselbens tages der Samnung zwo guet richt von vischen geben zv irr pfruend vnd dez pesten weinz vnd protez, so iz daz Chloster hat, swaz ir notturf bedarf. Man schol auch den Schulern von dem Chloster in di vigili geben ainen Emer weinz vnd dem Schuelmaister vier vnd zwaintzich phenning vnd dem Mesner zwelf phenning.“

## 15. Jahrhundert
In der folgenden Zeit verfiel mit dem Klosterleben auch die Schule. Ob sie ununterbrochen weiterbestand, lässt sich nicht sagen. Im Stiftsbrief für die Universität Wien von 1384 wurden nur die Schulen bei Sankt Stephan, bei Sankt Michael und im Spital erwähnt. Einen neuen Aufschwung gab es erst nach 1418. In diesem Jahr fand im Zuge der Melker Reform eine Visitation des Klosters statt. Durch eine päpstliche Bulle wurden die Mönche verpflichtet, nicht nur Iroschotten, sondern auch Mönche anderer Nationen aufzunehmen. Die Iroschotten verließen daraufhin das Kloster. Die beiden folgenden Äbte stammten aus Stift Melk und führten die Reform im Schottenkloster ein. Bei der Visitation 1431 wurde festgelegt, dass die „scolares saeculares“ nicht zum Chorgebet herangezogen werden dürfen. Der Rektor sollte allerdings mit ihnen die „Missa publica“ singen. Der Unterricht sollte in einem Raum außerhalb des Konvents, getrennt von der inneren Schule, stattfinden. Die Schüler dürfen die Zellen der Mönche nicht betreten. Bei der Visitation wurde auch die Wiederherstellung der inneren Schule gefordert. Die Novizen, die in den „scientiis primitivis“ noch nicht ausreichend gebildet sind, sollen durch einen Geistlichen in der Klausur unterrichtet werden. Dieser soll jeden Werktag wenigstens eine Vorlesung und die notwendigen Übungen halten. Wenn kein entsprechender Geistlicher gefunden wird, kann auch ein weltlicher Lehrer genommen werden. Es ist nicht bekannt, inwiefern diese Anordnungen auch umgesetzt wurden. 
Die Schule bei den Schotten wurde zwar vom Kloster erhalten, unterstand aber dem Rektor der Schule von Sankt Stephan. Dieser hatte seit 1296 die Oberaufsicht über die Wiener Schulen. 1446 wurde diese Oberaufsicht bestätigt, wobei ausdrücklich auch die Schule bei den Schotten genannt wurde. Der Rektor von Sankt Stephan durfte die Lehrer der anderen Schulen ernennen und sollte jede Schule viermal im Jahr besuchen.  
Abt Johann V. von Ochsenhausen (1428–1446) pflegte die Beziehungen zur Universität. Der Rektor der Universität, Urban von Melk, hielt mehrmals Vorlesungen im Schottenstift. Im Sommer wurden immer am Freitag zwei Brüder zu den theologischen Disputationen an die Universität geschickt. Sie sollten das Gehörte an den Konvent weitergeben. Mehrere Mitglieder des Stiftes besaßen auch akademische Grade. 
Abt Hieronymus (1461–1466) bat die theologische Fakultät, dass einige Professoren Vorlesungen im Schottenstift statt an der Universität halten. Als Vorbild hatte er wohl das Kollegium der Zisterzienser vor Augen. Doch die Fakultät lehnte ab. Man könne die Professoren nicht kontrollieren, außerdem könnte jedes andere Kloster dann die gleiche Forderung stellen. 
Durch die Türkenbelagerung 1529 kam die Schule im Schottenkloster zum Erliegen. Erst unter Abt Wolfgang Traunsteiner (1541–1562) ist sie wieder sicher nachweisbar.

## Schottengymnasium
Das Wiener Schottengymnasium beruft sich in seiner Geschichte auf diese Schottenschule. Dieses Gymnasium mit der offiziellen Bezeichnung Öffentliches Schottengymnasium der Benediktiner in Wien ist eine 1807 durch kaiserliches Dekret gegründete katholische Privatschule mit Öffentlichkeitsrecht im 1. Wiener Gemeindebezirk. Es wird vom Schottenstift getragen.